# Hiba Abu Nada
Hiba Kamal Abu Nada (in arabo هبة كمال أبو ندى‎?; La Mecca, 24 giugno 1991 – Khan Yunis, 20 ottobre 2023) è stata una poetessa e romanziera palestinese. Ha fatto anche parte del Movimento Wikimedia e si è classificata al secondo posto alla ventesima edizione del Premio Sharjah per la creatività Araba, nel 2017. Ha prestato servizio volontario su Wikipedia nel 2021 come partecipante ad un programma WikiRies di apprendimento a distanza, e ha lavorato come correttrice di bozze per gli articoli in pre-pubblicazione degli stagisti.

## Biografia
Hiba Abu Nada è nata nel 1991 alla Mecca, in Arabia Saudita, da una famiglia di rifugiati della Nakba di Bayt Jirja. Ha studiato all'Università Islamica di Gaza, dove ha conseguito una laurea in biochimica, e in seguito un master in nutrizione presso l'Università al-Azhar di Gaza.
Il 20 ottobre 2023 è stata uccisa in un attacco aereo dell'aeronautica israeliana che ha colpito la sua casa a Khan Yunis; aveva 32 anni..

## Opere
- Hiba Abu Nada, الأكسجين ليس للموتى, Dāʼirat al-Thaqāfah, Ḥukūmat al-Shāriqah, 2017, الأولى éd., 300 p. (ISBN 978-9948-23-314-5)

## Hiba Habu Nada nella memoria
Il cantautore Nicola Gelo ha dedicato la sua canzone È passata Maria "alla poetessa Hiba Abu Nada [...] affinché la terribile delicatezza dei tuoi versi continui a risuonare tra la gente del mondo inschiavita dall'indifferenza e dall'oblìo".